# Ignaz von Rudhart
Ignaz von Rudhart (en grec: Ιγνάτιος φον Ρούντχαρτ) Weismain, Oberfranken, 11 de març de 1790 - Trieste, Imperi Austrohongarès, 11 de maig de 1838). Va ser un bavarès acadèmic i funcionari públic que va ser enviat a Grècia per servir com a Primer Ministre del Consell Privat durant el regnat del rei Otó I de Grècia.

## Biografia
Von Rudhart havia rebut un doctorat en Dret per la Universitat de Múnic i havia escrit dos llibres, un d'ells un estudi estadístic del Regne de Baviera, on va ser membre del Consell d'Estat, abans del seu nomenament com a Primer Ministre de Grècia.
Quan va arribar a Atenes al febrer de 1837, va ser rebut amb desconfiança per l'anglès Edmund Lyons –que havia estat un partidari del seu predecessor, von Armansperg– i immediatament es va trobar en desacord amb el també rei sobre el paper del primer ministre. El rei Otó estava compromès amb una monarquia absoluta i era resistent a un ministre poderós. Von Rudhart va tenir una sèrie d'enfrontaments amb el rei, i a més a més amb el rebuig de la reina Amàlia. La seva renúncia va ser acceptada 10 mesos després de la seva arribada a Grècia. El rei Otó va servir com el seu propi President del Consell Privat fins que a nova constitució es va veure obligat abandonar durant la Revolució del 3 de setembre de 1843.